# 恍惚 (意識狀態)

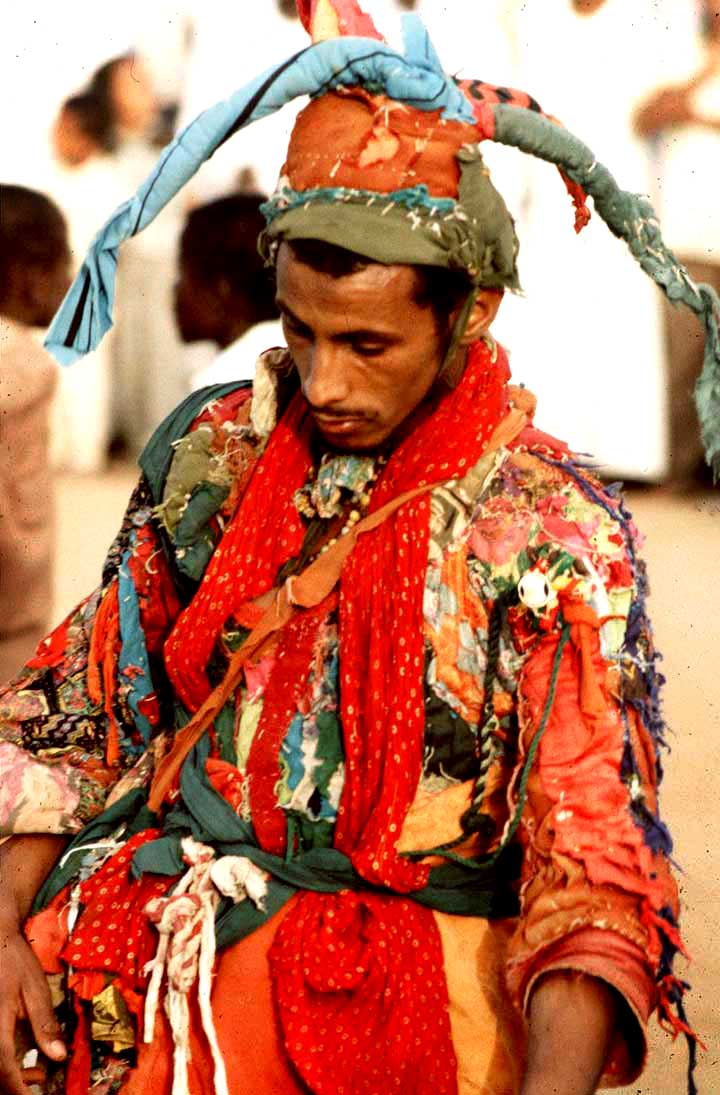
一位在蘇丹的德爾維希（一種伊斯蘭教修行者）在跳特殊舞蹈時陷入恍惚狀態。攝於2005年

恍惚或出神（英語：Trance）是一種半意识状态，在这种状态下，一个人没有自我意识，或者对外部刺激完全没有反应（但仍然能够追求和实现目标），或有选择性地遵循诱导恍惚状态的人的指示（如果存在该指示的话）。恍惚状态可能会不由自主地和不经意地发生。
恍惚状态这一术语可能与催眠、冥想、魔法、心流、祈祷、迷幻药和意识状态改变有关。

## 词源
恍惚的现代含义源自早期的含义“茫然、半昏迷或无知觉的状态或恐惧状态”，源自古法语 transe意思为“对邪恶的恐惧”，以及源自拉丁语transīre意思为“穿越”、“越过”。

## 特征
與通常的清醒意識相比，恍惚具有以下特徵：
- 高度專注於一個過程
- 同時非常深度的放鬆
- 消除邏輯反思的思緒

恍惚狀態可以是有意圖的（例如白日夢中的視覺想像、自我催眠、薩滿技巧）、透過（允許的）外部（心理）暗示（催眠）、對單調刺激的持續關注（例如警覺（英語：Vigilance，心理學術語）、心智專注、性高潮）或透過疾病（病理性的恍惚，以及思緒被特定想法或情緒佔據的狀態）。
除了後一種恍惚，意志和特殊的觸發是產生恍惚的必要條件。就藥物而言，這是非常矛盾的，因為這些藥物通常是有特定用意的。此外，個人的文化或宗教背景對產生情況的類型和深度有決定性的影響。
每次恍惚都伴隨著不同程度的意識變窄：感官知覺和個人身份感（自我意識）暫時受到嚴重限制或完全消失。